# 宿霧省
宿霧省是菲律賓的島嶼省份，位於中米沙鄢政域。首府是宿霧市。宿霧省是狹長的島嶼，南北距約225公里（140英里），被167個鄰近的小嶼包圍，包括麥丹島、班塔顏島、Daanbantayan、馬拉帕斯加島（Malapascua）、峨蘭哥島（Olango）、嘉摩地斯群島（Camotes Islands）等。
宿霧省是菲律賓最發達的省份之一。宿霧都會區包括了曼達韋市和拉普拉普市，人口僅次於馬尼拉都會區。

## 地理
宿霧島位於內格羅斯島的東方；宿霧島的東面是萊特島，東南面是保和島（保和省）。宿霧島連接宿霧海峽（宿霧島和薄荷島之間）和塔尼翁海峽（Tañon，位於宿霧島和內格羅斯島之間）。宿霧省位於東經123°13'E至124°5'E，北緯9°25'N至11°15'N，菲律賓群島的中央。南距馬尼拉365英里。

## 歷史
西班牙人抵達以前，宿霧稱為「Zubu」（米沙鄢語或作「Sugbo」），是一個興盛的漁村及貿易站，與中國、暹羅、阿拉伯半島及鄰近的馬來西亞諸島有貿易往來。

### 麥哲倫遠征
1521年3月16日，葡萄牙航海家斐迪南·麥哲倫登上宿霧。他受命於西班牙國王，目的是要尋找傳說的摩鹿加群島，並考慮為西班牙拓展東方領土。
麥哲倫勸服宿霧胡瑪邦酋長（Rajah Humabon）立誓，效忠西班牙國王卡洛斯一世。

### 西班牙征服與殖民地時代
- 1565年，西班牙人攻佔宿霧島

### 第二次世界大戰
宿霧省是菲律賓人口最稠密的島嶼，第二次世界大戰被日本攻下時，充當日本的重要基地，始於1942年4月日軍登岸。1945年3月，美軍登岸，重新攻下宿霧省，迫使日本投降。

### 2004菲律賓大選
2004年國家大選中，菲律賓首次視宿霧省為選票主要來源。宿霧省估計有160萬登記選民，無疑是菲律賓最關鍵的省份（本格特省緊隨其後，約有130萬）。此次大選中，葛洛麗雅·雅羅育總統，與她的K4聯盟以極大比數差距擊敗對手。艾若育在宿霧省贏得了120萬張的選票，緊隨其後的是代表「團結菲律賓人聯盟」（Koalisyong ng Nagkakaisang Pilipino，簡稱KNP）參選的費爾南多·波因，輸了2萬票。參議院候選人當中，K4 壓倒了KNP，宿霧省選民造就了10比2的優勢（12個參議院議席的空缺）。在副總統競選中，K4的 Noli de Castro 獲得與其拍擋艾若育相近的票數。

## 人民與文化
宿霧人（Cebuanos）的祖先包括有米沙鄢人（Bisaya）、華人、西班牙人和尼格利陀人。宿霧省也是許多西班牙僑民和華僑的根據地。在宿霧社會中，不論經濟還或行銷領域，他們都擔當重要的角色。米沙鄢之宿霧文化是悠閒隨和的；宿霧人民友善，生活充滿文化，至今當地仍保留了濃厚的西班牙傾向傳統。

### 語言
宿霧語是宿霧省的本土語言，也是米沙鄢的大部分地區和棉蘭老的混合語。用於宿霧島、薄荷島、萊特島西部、東內格羅斯島、棉蘭老島東北岸，、布基農（Bukidnon）、阿古桑（Agusan）、蘇里高（Surigao）、達沃（Davao）、哥打巴托（Cotabato）和南三寶顏（Zamboanga del Sur）的部分地區。各地的宿霧語雖有差異，但變化不大。 菲律賓有两千多万人使用宿霧語。多數的宿霧人都精通菲律賓的官方語言，包含英語和他加祿語，以及其他米沙鄢語言，如希利蓋農語和瓦瑞語。

### 宗教

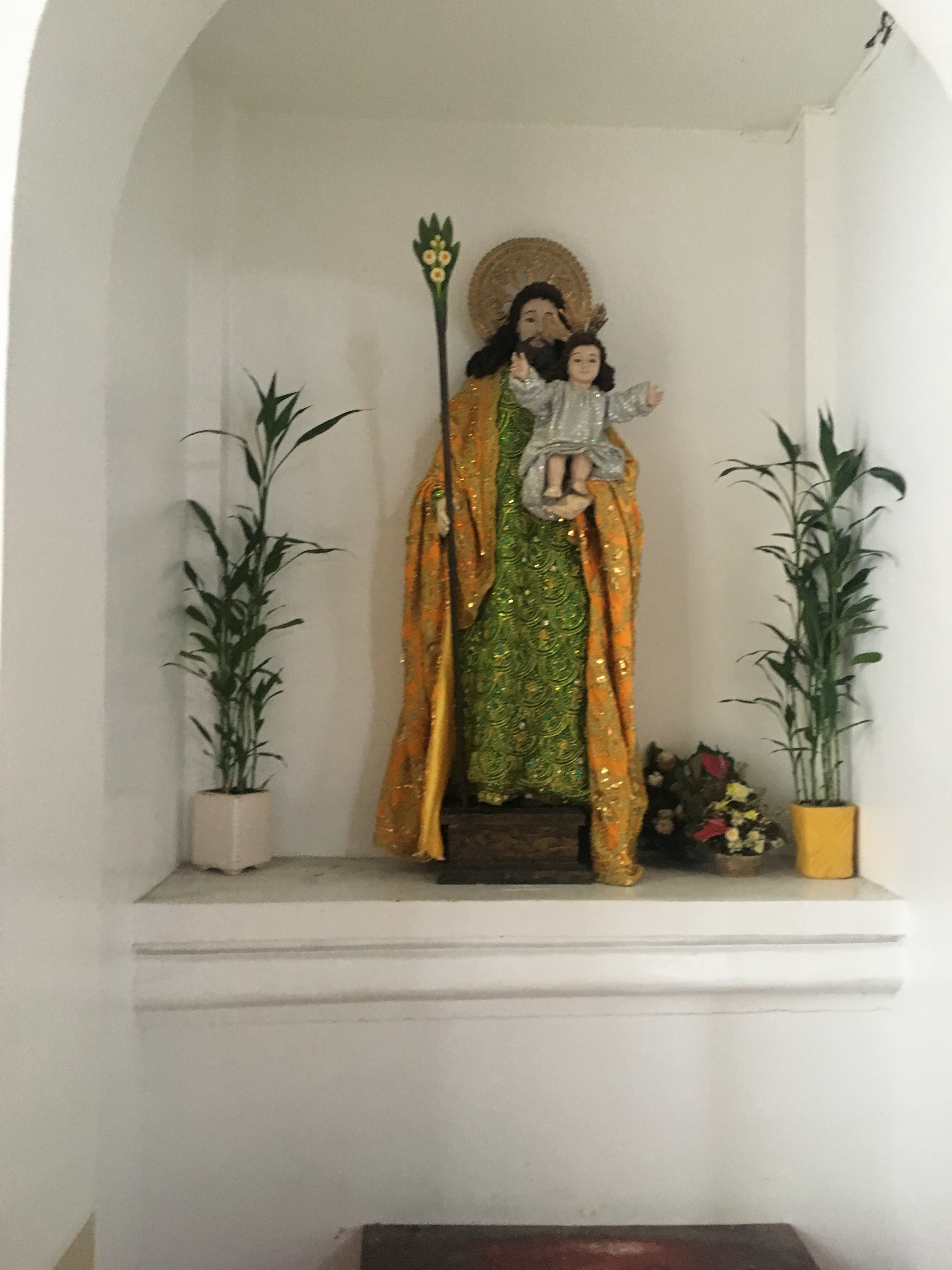
宿霧教堂之聖嬰像

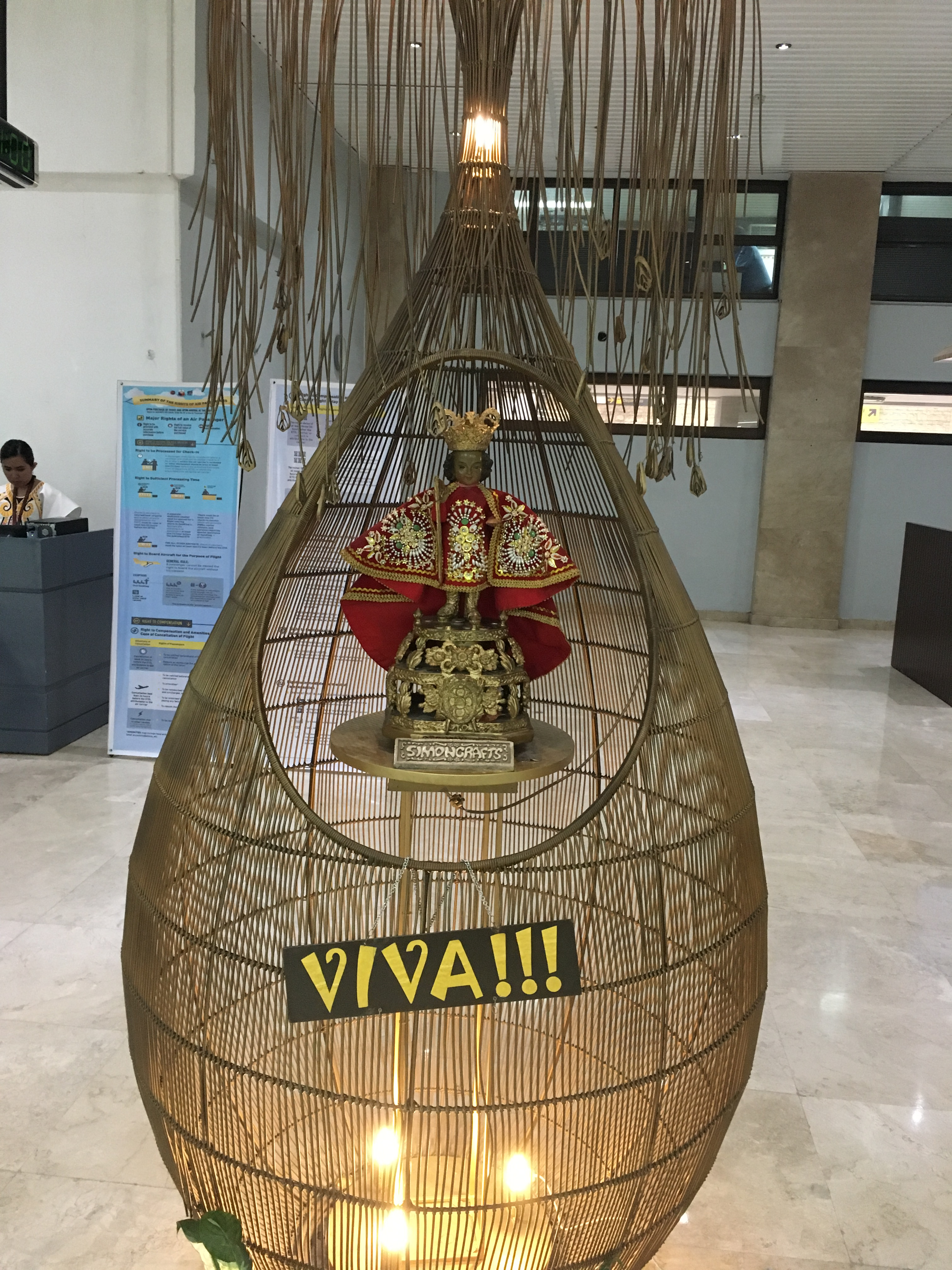
宿霧機場的聖嬰像

宿霧省的守護神是宿霧聖嬰（Santo Niño de Cebu），那是象徵幼年耶穌（Infant Jesus）的嬰孩。聖嬰像典藏在菲律賓歷史最悠久的教堂──聖嬰大教堂。基於歷史因素，葡萄牙艦長兼航海家斐迪南·麥哲倫把聖嬰像送給胡瑪邦酋長（Rajah Humabon）的妻子，作為慶祝聯盟的禮物。不久，麥哲倫在麥丹島的一次戰役中遭殺害。此事件會在宿霧省最大且最受歡迎的文化節目仙奴諾節（Sinulog）中重現。神聖的彌撒、街頭舞蹈和鼓樂表演加上開幕活動，是此節慶主要的賣點。
宿霧省以前隸屬馬尼拉大主教管區，後來劃為獨立的主教管區，脫離原來的大主教管區。宿霧省有幾所主要教堂，包括大教堂、宿霧都會大教堂、聖卡洛斯教堂（San Carlos Church）、羅薩里奧教區教堂（Sto. Rosario Parish Church）、San Jose-Recoletos Church、耶穌神聖之心（Sacred Heart of Jesus）等，也有幾所非天主教教堂。宿霧的人多數信奉天主教徒（和菲律賓多數省份相同，唯棉蘭老島地區例外）。可是，當地的伊斯蘭教徒群落也逐漸壯大，多數是移居自棉蘭老島。
其他宗教支派，包括基督聖殿、耶和華見證人、神的國度、浸信會、改革宗改革宗浸信會（页面存档备份，存于）、菲律賓聯合基督教會、耶穌基督後期聖徒教會（摩門教）等新教教派。

### 人口
根據 2000 人口及住屋普查 （2000年人口普查），宿霧市錄得718,821人口，較1995年人口普查的多出56,522人。宿霧市擁有菲律賓最高全年人口出生率之一，1995年至2000年錄得1.77%。宿霧市居於國家水平，根據2000年的宿霧省人口普查，該市佔7,650萬省總人口的0.94%。

## 經濟
宿霧省的經濟主體，集工業和商業於一身。近來傢具製造業迅速發展，宿霧省成為菲律賓的傢具之都。宿霧省工業貿易部正打算發展這項經濟重點，明確規定中小企業，其產品須注重出口質量。由於濫伐林木，宿霧省缺乏充裕的原材料資源製造傢具，然而個別的廠商既會從其他島嶼獲取原料，也會靠進口解決。宿霧省丹麥島有兩個主要的經濟區域：麥丹出口加工區I及II（Mactan Export Processing Zone I & II, MEPZ I & MEPZ II）。
除了傢具製造業，在短時間內宿霧省也成為菲律賓南部的資訊科技之都。許多本地或外資的公司都在宿霧省設立總部。宿霧市成為不少美國客戶服務中心和商業流程委外服務（Business process outsourcing, BPO）的所在地。宿霧工商會是由眾多宿霧企業組成的組織，正投資宿霧省的發展和資訊電信科技（Information & Communications Technology, ICT）的經濟領域，力求將宿霧省塑造為東南亞的ICT投資、軟件和電子服務中心。
菲律賓逐年成長的國際旅客人次，強大的消費力為觀光業帶來可觀的收入，也連帶帶動周邊產業的發展。在2019年，觀光業佔了菲律賓24%的GDP，國際旅客到訪人數高達800多萬，其中宿霧地區就佔了280萬人次左右。宿霧旅遊業不斷蓬勃發展，跟當地遊學產業有不可分割的關係，想要以實惠的價格學英文又想要觀光，到宿霧遊學就是最佳的選擇。到語言學校就讀的學生源源不絕，其中最先於1900年代在菲律賓遊學產業插旗的韓國人可說是消費主力，再來依序是日本、台灣、越南、中國、俄羅斯...等。隨著語言學校如雨後春筍般的在宿霧開辦，宿霧已經成為了菲律賓ESL產業的中心。

## 大眾媒體

### 電視
宿霧省主要依賴馬尼拉為本的電視和媒體網絡，新聞、資訊地區性和全國性的視野. 儘管經濟發達，人口超過350萬，宿霧省只有三家本地
宿霧省是GMA Network與ABS-CBN 兩家電視公司最新的收視率戰場。2005年5月1日，兩大電視台舉辦「影迷日」活動，有音樂會、親筆簽名會、免費醫療服務、眾星登台等活動。GMA 投資4,000萬披索，用於長達一星期的活動中，ABS-CBN 則花費3,000萬披索。據估計5月1日的活動，GMA吸引的人數比ABS-CBN的多，前者是5.5萬人，後者是2.8萬人。

### 報紙
宿霧省除了販賣全國性報章，也出版三份本地的英文報章：《自由民報》（The Freeman）、《晨星報》（Sun Star）和《宿霧每日新聞》（Cebu Daily News）。同時，也發售宿霧語報章──《晨星報》持有的《SuperBalita》和自由民報持有的《Banat News》。
2005年，每份本地日報售價為10披索，比全國性報章便宜。自由民報由Gullas政黨（與《菲律賓星報》，The Philippine Star合併）持有，而《晨星報》則由Garcia政黨持有。另一方面《宿霧每日新聞》由《菲律賓每日問訊報》（Philippine Daily Inquirer）管理。

## 行政區域
宿霧省劃分為44個自治市及9個市。

### 市
- Bogo City
- Carcar City
- 宿霧市（Cebu City）
- 達瑙市（Danao City）
- 拉普拉普市（Lapulapu City）
- 曼達維市（Mandaue City）
- 納加市（Naga City）
- 塔里薩伊市（Talisay City）
- 托勒多市（Toledo City）

### 自治市
| - 阿爾坎塔拉（Alcantara） - 阿爾科伊（Alcoy） - Alegría - Aloguinsan - 阿爾高（Argao） - Asturias - Badian - 巴蘭班（Balamban） - 班塔顏，又譯＂班塔延＂（Bantayan） - 巴里里 (菲律宾)（Barili） - Boljoon - Borbon - Carmen - Catmon - 康波斯特拉（Compostela） - Consolación - 科爾多瓦（Cordova） - 達安班塔延（Daanbantayan） - 沓拉藝地（Dalaguete） - Dumanjug - 喜那智蘭（Ginatilan） - 里洛安（Liloan） | - Madridejos - 馬拉務育（Malabuyoc） - 麥德林（Medellin） - 明拉尼雅（Minglanilla） - 墨寶（Moalboal） - 奧斯洛布（Oslob） - 皮拉爾（Pilar） - Pinamungahan - 波羅（Poro） - 侖達（Ronda） - Samboan - 聖費爾南多（San Fernando） - 聖弗朗西斯科（San Francisco） - San Remigio - 聖菲 （Santa Fe） - Santander - Sibonga - 索戈（Sogod） - Tabogon - Tabuelan - 株務蘭（Tuburan） - Tudela |

### 基礎建設
宿霧省繼續發展基礎建設，方便交通往來。當地依然吸引投資者和遊客，尤其是韓國人。宿霧省設有宿霧麥克坦國際機場，位於拉普拉普市。從宿霧市市區出發，約需30分鐘。
至今，宿霧省的基礎建設，首推連接麥丹島和主島的兩道鋼橋。由於原有的兩道鋼橋諸多不便，本地的領導者正商議興建第三道麥丹-宿霧大橋和海底隊道。可是，新計劃耗費龐大，遙不可及。

### 南部開墾計劃
南部開墾計劃新式公路（稱作南海岸路），連接宿霧市至塔里薩伊市。由於經公路往來兩市，節省差不多50分鐘的行車時間。

## 著名的宿霧人
- 加西亞女士（Gwen Garcia）
- Tomas Osmena
- Pablo Garcia
- Michael Rama
- Jonathan Guardo
- Alvin Garcia
- Roberto Go
- Winston Garcia
- Ramon Durano
- Ace Durano
- Lito Osmena

## 地標
- 麥哲倫十字架
- 聖伯德祿古堡
- 聖嬰大教堂
- 麥哲倫聖地
- 拉普拉普聖地
- 道觀

## 節日
- 仙奴諾節（Sinulog）：宿霧省最盛大也最受歡迎的節日，每年1月的第三個周日慶祝。節日是紀念神聖的宿霧聖嬰像。
- Paskuhan：12月舉行的聖誕慶典，會唱歌、製作幻燈，將歡笑帶給當地居民和遊客。
- Kadaugan sa Mactan
- Virgin of the Rule Fiesta
- Semana Santa sa Bantayan.
- Fiesta sa Carcar.
- Nuestra Señora de Regla Fiesta：於拉普拉普市舉辦
- Tagbo
- Sanayon：第2政域（離宿霧省100公里）的南方城鎮的農業旅遊節。長達一個月的活動，宣揚郊外旅遊。
- 4月3日慶典（Tres de Abril Celebration）：每年4月3日慶祝，紀念南方成功抵抗西班牙人。這歷史戰役令宿霧自豪，經Leon Kilat帶領，宿霧島成為首個呂宋島以外的大島，抵制西班牙的統治。

## 外部連結
- 宿霧省政府官方網站
- 宿霧潛水及旅遊資訊（页面存档备份，存于）
- 潜水度假村，菲律宾（页面存档备份，存于）